# Mayfair Vermögensverwaltung
Mayfair Vermögensverwaltungs SE mit Sitz in Hamburg ist die Familienholding der Familien von Günter Herz und seiner Schwester Daniela Herz-Schnoeckl. Sie investiert in langfristige Assets wie Unternehmensbeteiligungen, Anleihen und Immobilien.

## Hintergrund
Günter und Daniela Herz waren langjährige Eigentümer der Tchibo Gruppe. Günter Herz übernahm die Führung der Gruppe von seinem Vater im Jahr 1965. 2002 trat Günter Herz als Vorstandsvorsitzender der Tchibo Gruppe zurück, nachdem sich die Mehrheitsverhältnisse im Aufsichtsrat verändert hatten. Im folgenden Jahr verkauften er und seine Schwester Daniela ihre Anteile an der Gruppe an ihre Geschwister und gründeten Mayfair als neue Familienholding. Mit Beschluss der Hauptversammlung vom 9. November 2011 wurde die Gesellschaft von einer Aktiengesellschaft in eine Europäische Gesellschaft umgewandelt.

## Investments
Innerhalb der Holding ist die Hamburger Maryland GmbH für langfristige Beteiligungen verantwortlich
Beteiligungshöhen liegen zwischen etwa 100 Millionen Euro und mehreren Milliarden Euro, wobei ein Schwerpunkt bei Unternehmen der Konsumgüterbranche, des Einzelhandels sowie des Dienstleistungssektors liegt.
Die erste wesentliche Beteiligung von Mayfair war die Beteiligung von 17 Prozent an der börsennotierten Puma AG im Mai 2004. Infolge der Veröffentlichung einer neuen Phase der Unternehmensentwicklung, die den Ausbau des eigenen Einzelhandels und den Rückkauf von Länderlizenzen beinhaltete, erhöhte Mayfair ihre Beteiligung auf 27 Prozent. Zwei Jahre später entschied sich Mayfair, das Übernahmeangebot durch die PPR Gruppe für Puma anzunehmen und veräußerte ihre Aktien für 330 Euro pro Aktie.
Das zweite bedeutende Investment betraf den 575 Millionen Euro teuren Kauf des Germanischen Lloyds. Dabei kam Günter Herz dem Management zu Hilfe, ein feindliches Übernahmeangebot seitens Bureau Veritas abzuwehren. Seit der Übernahme begann der Germanische Lloyd mit einer Reihe von Akquisitionen sein Öl- & Gas- und Erneuerbare-Energien-Geschäft auszubauen. Im Jahr 2013 fusionierte der Germanische Lloyd mit dem norwegischen Wettbewerber zu einer der führenden globalen Zertifizierungsgruppen DNV GL. Die Beteiligung an DNV GL wurde im Dezember 2017 an die norwegische Stiftung Det Norske Veritas verkauft, die damit zum Alleineigentümer der DNV GL Gruppe wurde.
Im Juni 2011 wurde bekannt, dass Mayfair einen 44-Prozent-Anteil an der Restaurantkette Vapiano erworben hatte.